# Harmonie (personnage)
« Rosetta (Nintendo) » redirige ici. Pour les autres significations, voir Rosetta.
Pour les articles homonymes, voir Harmonie (homonymie).
Harmonie (Rosalina au Québec et dans les pays anglophones, Rosetta (ロゼッタ, Rozetta) au Japon) est un personnage de jeu vidéo féminin ayant fait ses débuts en 2007 dans Super Mario Galaxy, sur Wii. Gardienne de l'univers, elle veille dessus depuis l'Observatoire de la Comète en compagnie des Lumas. Elle se distingue par sa grande taille, sa robe bleu turquoise et sa chevelure blond platine accompagnée d'une frange masquant son œil droit.
Depuis 2007, elle est un personnage récurrent de la série Super Mario, notamment dans les séries Mario Kart et Mario Party.

## Informations générales

### Histoire
Bien qu'au passé mystérieux, l'histoire d'Harmonie est racontée dans le jeu Super Mario Galaxy, au sein d'un recueil d'histoires consultable dans la bibliothèque de l'Observatoire de la Comète. Il comprend au total neuf chapitres pouvant être déverrouillés tout au long de la partie.
L'histoire raconte celle d'une petite fille se liant d'amitié à un Luma perdu. Elle tente alors de l'aider à retrouver sa mère en explorant l'espace. Mais, ne la retrouvant pas, la petite fille, qui a également perdu sa famille, est alors devenue la nouvelle « mère » des Lumas. Dans le jeu, c'est Harmonie qui s'occupe des Lumas au sein de son vaisseau. Bien qu'il ne soit jamais clairement dit qu'Harmonie est la petite fille de l'histoire, les images de l'histoire sont très ressemblantes : c'est très fortement sous-entendu.
La comète sur laquelle la petite fille voyage est certainement devenue le « brasier » de l'Observatoire de la Comète, le vaisseau spatial et lieu de résidence d'Harmonie et des Lumas. La « petite planète bleue », citée dans l'histoire, est peut-être l'actuelle planète du Royaume Champignon d'où serait donc originaire Harmonie. Le retour d'Harmonie tous les cent ans est désormais fêté par « Le festival des éclats d'étoiles ».

### Portrait
Harmonie est une jeune femme sage, posée, discrète, extrêmement pensive mais aussi très mélancolique et mystérieuse. Elle a une voix douce et semble apprécier la solitude. Elle est coiffée d'une jolie chevelure blond platine, une mèche lui masquant l’œil droit, ornée d'une couronne argentée. Ses yeux bleus font écho à la robe bleu turquoise dont elle est vêtue,. Dans les jeux de la série Super Smash Bros., quelques étoiles brillantes sont dessinées sur le bas de sa robe. Enfin, à la manière de Peach et de Daisy, Harmonie peut abandonner sa robe pour revêtir des tenues de sport dans les différents jeux de sport dont elle fait partie.
Harmonie dispose de pouvoirs magiques impressionnants. Elle est capable de léviter (elle marche d'ailleurs très peu), de se téléporter et de créer des boucliers indestructibles, que ce soit autour d'elle ou d'autres choses. Dans Super Mario Galaxy 2, elle crée un hologramme d'elle-même, nommé « Esprit Cosmique », pour aider les joueurs ayant des difficultés à progresser. Dans Super Mario 3D World, elle est également à même d'utiliser l'attaque tournoyante que Mario utilise dans Super Mario Galaxy. Dans la série Super Smash Bros., elle se bat aux côtés d'un Luma dont elle a le contrôle. Enfin, elle a aussi des pouvoirs télékinésiques et télépathiques.

### Dénomination
Le prénom d'Harmonie varie selon la région du monde dans laquelle elle apparaît et la langue qui y est employée :
- ロゼッタ (Rosetta) : Japon
- Harmonie : France, Belgique francophone
- Rosalina : Québec, Amérique du Nord, Amérique du Sud, Portugal, Pays-Bas, Allemagne
- Estela : Espagne
- Rosalinda : Italie
- Розалина (Rosalina) : Russie
- 羅潔塔 (Luo Jie Ta) : Chine

## Apparitions
La première apparition d'Harmonie date de 2007, dans le jeu vidéo Super Mario Galaxy publié sur Wii. Dans celui-ci, elle servait de guide à Mario à travers les différentes galaxies. Depuis, Harmonie a progressivement été intégrée dans les jeux de la série Super Mario en tant que personnage jouable. Elle est ainsi présente dans plus d'une trentaine de jeux.
| Titre                                           | Parution | Support            | Jouable |
| ----------------------------------------------- | -------- | ------------------ | ------- |
| Super Mario Galaxy                              | 2007     | Wii                | Non     |
| Mario Kart Wii                                  | 2008     | Wii                | Oui     |
| Super Mario Galaxy 2                            | 2010     | Wii                | Non     |
| Mario Kart 7                                    | 2011     | Nintendo 3DS       | Oui     |
| Mario Kart Arcade GP DX                         | 2013     | Borne d'arcade     | Oui     |
| Super Mario 3D World                            | 2013     | Wii U              | Oui     |
| Mario Party: Island Tour                        | 2013     | Nintendo 3DS       | Non     |
| Mario Golf: World Tour                          | 2014     | Nintendo 3DS       | Oui     |
| Mario Kart 8                                    | 2014     | Wii U              | Oui     |
| Super Smash Bros. for Nintendo 3DS              | 2014     | Nintendo 3DS       | Oui     |
| Super Smash Bros. for Wii U                     | 2014     | Wii U              | Oui     |
| Mario Party 10                                  | 2015     | Wii U              | Oui     |
| Puzzle & Dragons: Super Mario Bros. Edition     | 2015     | Nintendo 3DS       | Non     |
| Super Mario Maker                               | 2015     | Wii U              | Oui     |
| Mario Tennis: Ultra Smash                       | 2015     | Wii U              | Oui     |
| Mario et Sonic aux Jeux olympiques de Rio 2016  | 2016     | Nintendo 3DS Wii U | Oui     |
| Mini-Mario & Friends: Amiibo Challenge          | 2016     | Nintendo 3DS Wii U | Oui     |
| Mario Party: Star Rush                          | 2016     | Nintendo 3DS       | Oui     |
| Mario Sports Superstars                         | 2017     | Nintendo 3DS       | Oui     |
| Mario Kart 8 Deluxe                             | 2017     | Nintendo Switch    | Oui     |
| Mario Party: The Top 100                        | 2017     | Nintendo 3DS       | Oui     |
| Mario Tennis Aces                               | 2018     | Nintendo Switch    | Oui     |
| Super Mario Party                               | 2018     | Nintendo Switch    | Oui     |
| Super Smash Bros. Ultimate                      | 2018     | Nintendo Switch    | Oui     |
| Dr. Mario World                                 | 2019     | Android & iOS      | Oui     |
| Mario Kart Tour                                 | 2019     | Android & iOS      | Oui     |
| Mario & Sonic aux Jeux olympiques de Tokyo 2020 | 2019     | Nintendo Switch    | Oui     |
| Super Mario 3D All-Stars                        | 2020     | Nintendo Switch    | Non     |
| Super Mario 3D World + Bowser's Fury            | 2021     | Nintendo Switch    | Oui     |
| Mario Golf: Super Rush                          | 2021     | Nintendo Switch    | Oui     |
| Mario Party Superstars                          | 2021     | Nintendo Switch    | Oui     |
| Mario Strikers: Battle League Football          | 2022     | Nintendo Switch    | Oui     |
| Mario + The Lapins Crétins: Sparks of Hope      | 2022     | Nintendo Switch    | Non     |
| Super Mario Party Jamboree                      | 2024     | Nintendo Switch    | Oui     |
| Mario Kart World                                | 2025     | Nintendo Switch 2  | Oui     |
| Super Mario Party Jamboree + Jamboree TV        | 2025     | Nintendo Switch 2  | Oui     |

### Dans la sérieSuper Mario
Harmonie est apparue pour la première fois dans la franchise et la série Super Mario en 2007 dans le jeu Super Mario Galaxy, sur Wii. Mario, qui poursuit Bowser à travers l'espace pour sauver la princesse Peach, la rencontre pour la première fois lors de son arrivée sur une planète faisant office de lien entre sa planète et l'Univers. Celle-ci lui propose alors son soutien pour sauver Peach en échange de son aide pour retrouver les Grandes Étoiles perdues. En effet, Bowser s'est également attaqué à l'Observatoire de la Comète, lieu de résidence d'Harmonie depuis lequel elle veille sur l'Univers et qui lui permet de voyager au sein de celui-ci.
Elle refait ensuite une apparition en 2010 dans Super Mario Galaxy 2 sous la forme d'un « Esprit cosmique », une entité créée dans le but d'aider Mario à progresser dans sa quête s'il rencontre des difficultés. De plus, lorsque toutes les Étoiles du jeu sont collectées, elle rend visite à Mario à bord de son vaisseau.
Plus tard, en 2013, Harmonie officie en tant que cinquième personnage à débloquer dans Super Mario 3D World, une fois le deuxième niveau du monde Étoile terminé. Sa particularité est qu'elle peut utiliser l'attaque tourbillon, lui permettant de se débarrasser de ses ennemis et de prolonger ses sauts.
Enfin, Harmonie réapparaît dans la compilation Super Mario 3D All-Stars en 2020 et dans la réédition Super Mario 3D World + Bowser's Fury en 2021 sur Nintendo Switch. Elle y tient les mêmes rôles que dans les versions originales.

### Dans la sérieMario Kart
Dans la série Mario Kart, Harmonie est présente depuis 2008 dans Mario Kart Wii, où elle y officie en tant que personnage lourd à débloquer une fois le rang « 1 étoile » obtenu dans toutes les coupes du mode « miroir » ou en possédant une sauvegarde du jeu Super Mario Galaxy sur la console.
Ensuite, elle est apparue en 2011 dans Mario Kart 7, toujours en tant que personnage lourd à débloquer une fois la coupe Étoile en 150 cc remportée. C'est également sa première apparition sur console portable. Elle est aussi jouable dans Mario Kart Arcade GP DX, sorti en 2013 sur borne d'arcade, après avoir été téléchargée. Enfin, en 2014, dans Mario Kart 8, elle est déblocable et est de catégorie lourd ; de même pour Mario Kart 8 Deluxe, paru en 2017, dans lequel elle est cette fois-ci jouable dès le début du jeu.
Harmonie est également présente dans Mario Kart Tour en tant que personnage rare. Introduite lors de la mise à jour du 9 octobre 2019, elle dispose d'un objet inédit : l'Anneau turbo.

### Dans la sérieMario Party
Bien qu'elle se trouve en 2014 dans Mario Party: Island Tour à l'arrivée du plateau Route des étoiles, Harmonie n'a été introduite dans la série Mario Party en tant que personnage jouable que depuis 2015, dans Mario Party 10, où elle est présente dès le début du jeu. De plus, elle est déblocable dans Mario Party: Star Rush, paru en 2016, une fois le niveau « Mario Party » 6 atteint ou en scannant son amiibo. Enfin, elle est également jouable dans Mario Party: The Top 100, publié en 2017, dans Super Mario Party, en 2018, Mario Party Superstars en 2021 et Super Mario Party Jamboree en 2024.

### Dans d'autres jeux
Harmonie est jouable dans les différents jeux de sport de la série Super Mario. Ainsi, elle est disponible dans Mario Golf: World Tour via contenu additionnel payant, sorti en 2014, puis dans Mario Golf: Super Rush en 2021 dans lequel elle est disponible dès le début. Bien que l'Observatoire de la Comète soit présent dans un court de Mario Tennis Open, Harmonie n'est entrée dans la série Mario Tennis que depuis 2015, dans Mario Tennis: Ultra Smash, dans lequel elle a rejoint la catégorie des personnages puissants, puis réapparaît en 2018 dans Mario Tennis Aces en tant que personnage rusé. Enfin, elle est également jouable dans Mario Sports Superstars, publié en 2017.
Par ailleurs, elle fait une apparition dans la série Mario et Sonic aux Jeux olympiques : elle peut être incarnée lors de l'épreuve de gymnastique rythmique dans Mario et Sonic aux Jeux olympiques de Rio 2016, et l'épreuve de surf de Mario et Sonic aux Jeux olympiques de Tokyo 2020.
Harmonie fait aussi partie des combattants de Super Smash Bros. for Nintendo 3DS / for Wii U, paru en 2014. Elle se bat aux côtés d'un Luma, dont elle a le contrôle. Elle fait également son retour en tant que combattant à débloquer en 2018 dans Super Smash Bros. Ultimate.
Elle prend aussi part à l'histoire de Mario + The Lapins Crétins: Sparks of Hope, publié en 2022 sur Nintendo Switch, en étant prisonnière de l'entité maléfique Cursa qui ravage la galaxie.
Dans Super Mario Maker, sorti en 2015, il est possible de l'incarner en tant que costume de Mario une fois son amiibo scanné. La même année, elle est présente dans Puzzle & Dragons: Super Mario Bros. Edition en tant que personnage combattant. Enfin, en 2016, elle a pris part au jeu Mini-Mario & Friends: Amiibo Challenge.

### Caméos
Harmonie apparaît également en tant que caméo dans quelques jeux, comme dans Captain Toad: Treasure Tracker où elle apparaît sous la forme d'un « sprite » qui peut être aperçu au quinzième niveau du deuxième monde, ou encore dans Mario & Luigi: Paper Jam Bros., où elle est présente sur une carte de combat. De même, un « sprite » d'elle peut être observé dans Super Mario Odyssey. Elle peut également être aperçue sur un puzzle de la place Mii StreetPass de la Nintendo 3DS. Elle intervient également dans la série de mangas Super Mario: Manga Adventures. Enfin, certains jeux proposent des costumes à son effigie, comme dans la version Wii U de Minecraft ou encore Miitopia et Super Mario Maker 2.

## Amiibo
Harmonie est représentée dans la collection des figurines Amiibo. Elle est ainsi disponible dans deux collections : Super Smash Bros., sortie le 23 janvier 2015, et Super Mario, sortie le 7 octobre 2016. Un amiibo de l'une ou de l'autre collection peut ainsi être utilisé dans l'un des jeux compatibles.
Jeux notables
- Mini-Mario & Friends: Amiibo Challenge : permet de jouer dans un niveau assorti à l'univers d'Harmonie.
- Mario Kart 8 (Deluxe) : débloque un costume spécial pour le personnage Mii à l'effigie d'Harmonie.
- Mario Party 10 : déverrouille le mode Amiibo party et le plateau s'inspirant de l'univers d'Harmonie.
- Mario Party: Star Rush : Harmonie se joint aux alliés dans le mode Tumulte des Toad.
- Mario Tennis: Ultra Smash : Harmonie fait office de partenaire de double.
- Mario Sports Superstars : débloque des cartes représentant Harmonie dans la collection.
- Miitopia : débloque une tenue à l'effigie d'Harmonie.
- Super Mario Maker : transforme Mario en Harmonie.
- Super Smash Bros. for Nintendo 3DS / for Wii U & Super Smash Bros. Ultimate : permet d'enregistrer le combattant Harmonie & Luma personnalisé.
- Yoshi's Woolly World : offre un patron à l'effigie d'Harmonie.

## Bébé Harmonie
À l'instar de Mario et d'autres personnages de la série Super Mario, la « version bébé » d'Harmonie est apparue pour la première fois en 2014 dans Mario Kart 8 en tant que personnage jouable, où elle y officie en tant que personnage léger à débloquer. Par la suite, elle a fait une réapparition en 2017 dans Mario Kart 8 Deluxe, en 2019 dans Mario Kart Tour et Dr. Mario World et en 2025 dans Mario Kart World. Malgré la chevelure rousse décrite dans le livre d'histoire d'Harmonie de Super Mario Galaxy, Bébé Harmonie est blonde comme la version « adulte », et est également vêtue d'une petite robe bleu turquoise et coiffée d'une couronne argentée.